# Danila Izotov
Danila Sergeevič Izotov (in russo Данила Сергеевич Изотов?; Novoural'sk, 2 ottobre 1991) è un nuotatore russo.

## Carriera
A 17 anni, alle Olimpiadi di Pechino 2008, ha vinto la medaglia d'argento nella staffetta 4x200 m stile libero, mentre nei 200 m stile libero si è classificato al 9º posto.
Il 16 dicembre 2010, ai Campionati mondiali di nuoto in vasca corta a Dubai, ha stabilito il record del mondo della staffetta 4x200 m stile libero con il tempo di 6′49"04 assieme ai compagni Nikita Lobincev, Evgeny Lagunov e Aleksandr Suchorukov.

## Palmarès
- Giochi olimpici

Pechino 2008: argento nella 4x200m sl.
Londra 2012: bronzo nella 4x100m sl.
- Mondiali

Roma 2009: argento nella 4x100m sl e nella 4x200m sl e bronzo nei 200m sl.
Barcellona 2013: argento nella 4x200m sl, bronzo nei 200m sl e nella 4x100m sl.
Kazan 2015: argento nella 4x100m sl.
Budapest 2017: argento nella 4x200m sl e bronzo nella 4x100m misti.
- Mondiali in vasca corta

Dubai 2010: oro nella 4x200m sl, argento nei 200m sl e nella 4x100m sl.
Doha 2014: argento nei 200m sl e nella 4x100m sl, bronzo nei 100m sl e nella 4x200m sl.
- Europei

Budapest 2010: oro nella 4x100m sl e nella 4x200m sl.
Glasgow 2018: oro nella 4x100m sl, argento nella 4x200 sl e bronzo nella 4x100m sl mista.
- Europei in vasca corta

Fiume 2008: oro nei 200m sl.
Istanbul 2009: argento nei 100m sl e nei 200m sl.
Eindhoven 2010: oro nei 100m sl e nei 200m sl, bronzo nella 4x50m sl e nella 4x50m misti.
Herning 2013: oro nei 200m sl e argento nei 100m sl.
- Universiadi

Kazan 2013: oro nei 200m sl, nella 4x100m sl e nella 4x200m sl.
- Mondiali giovanili

Monterrey 2008: oro nei 200m sl e nei 400m sl e argento nella 4x100m sl.
- Europei giovanili

Praga 2009: oro nei 100m sl, argento nei 200m sl, nella 4x200m sl e nella 4x100m misti.